# Baschtetschky
Baschtetschky (ukrainisch Баштечки; russisch Баштечки Baschtetschki) ist ein Dorf im Westen der ukrainischen Oblast Tscherkassy mit etwa 800 Einwohnern.
Das Dorf wurde Ende des 17. Jahrhunderts gegründet und liegt am Fluss Burty (Бурти) sowie der ukrainischen Territorialstraße T-2403, 56 Kilometer nördlich der Rajonshauptstadt Uman und 128 Kilometer westlich der Oblasthauptstadt Tscherkassy, die ehemalige Rajonshauptstadt Schaschkiw befindet sich 16 Kilometer westlich des Ortes.

## Verwaltungsgliederung
Am 4. Februar 2019 wurde das Dorf zum Zentrum der neugegründeten Landgemeinde Baschtetschky (Баштечківська сільська громада/Baschtetschkiwska silska hromada). Zu dieser zählten die 4 in der untenstehenden Tabelle aufgelisteten Dörfer sowie die Ansiedlung Kostjantyniwka, bis dahin bildete es die gleichnamige Landratsgemeinde Baschtetschky (Баштечківська сільська рада/Baschtetschkiwska silska rada) im Nordosten des Rajons Schaschkiw.
Am 12. Juni 2020 kamen noch die 2 Dörfer Pawliwka und Tyniwka zum Gemeindegebiet.
Am 17. Juli 2020 kam es im Zuge einer großen Rajonsreform zum Anschluss des Rajonsgebietes an den Rajon Uman.
Folgende Orte sind neben dem Hauptort Baschtetschky Teil der Gemeinde:
| Name                     | Name          | Name                            |
| ukrainisch transkribiert | ukrainisch    | russisch                        |
| ------------------------ | ------------- | ------------------------------- |
| Koroliwka                | Королівка     | Королевка (Korolewka)           |
| Kostjantyniwka           | Костянтинівка | Константиновка (Konstantinowka) |
| Nahirna                  | Нагірна       | Нагорная (Nagornaja)            |
| Ochmatiw                 | Охматів       | Охматов (Ochmatow)              |
| Pawliwka                 | Павлівка      | Павловка (Pawlowka)             |
| Pobijna                  | Побійна       | Побойная (Poboinaja)            |
| Tyniwka                  | Тинівка       | Тыновка (Tynowka)               |